# Тани Юн
Тани́ Юн (настоящее имя Татьяна Степановна Макси́мова-Кошки́нская; 28 января 1903, Чербай — 6 октября 1977, Чебоксары) — чувашская театральная и киноактриса, драматург, переводчица
, мемуаристка.

## Биография

### Происхождение
Родилась в 1903 году в семье крестьянина-середняка Стефана Фёдоровича Бурашникова и его жены Ксении Фёдоровны. Степан Бурашников владел переправой через Суру (органами НКВД был репрессирован как кулацкий элемент). 
Начинала учебу в начальной школе в селе Персирланы, в дальнейшем училась в школах в Большом Сундыре, в Курмыше, а затем в школе второй ступени — бывшем реальном училище — в Ядрине. Закончив школу в Ядрине, поступает в военно-спортивную школу в Москве, по окончании которой с 1922 года работает инструктором физкультуры в Чебоксарах.

### Работа в кино и театре
В 1924 году окончила студию при Чувашском драмтеатре. Снималась в первых фильмах студии «Чувашкино». После ухода из кино работала в Чувашском драмтеатре в Чебоксарах.
Жила попеременно в Москве или в Чебоксарах. В 1936-1937 учебном году дочь Изида проучилась один год в Москве, где у Максимовых была комната в квартире на Колхозной площади, д. 16/18.

### Арест
В 1937 году после ареста мужа И. С. Максимова-Кошкинского была уволена из театра по инициативе директора театра Ефрема Чернова. 29 сентября 1937 года прокурор Чувашской АССР санкционировал арест Татьяны Степановны. 1 октября 1937 года была арестована и заключена под стражу. 5 декабря 1937 года Тройкой НКВД Чувашской АССР была осуждена по статье «контрреволюционная деятельность» сроком на 8 лет с содержанием в Карлаге. 
До ареста в 1937 году её муж И. С. Максимов-Кошкинский вступает в конфликт с актрисой театра Ульяной Тимофеевой, на основании показаний которой 13 июня 1937 года он был арестован НКВД Чувашской АССР по обвинению по статье 154 УК РСФСР. 17 июля, несмотря на то, что У. Т. Тимофеева отказалась от своих показаний, Народный суд города Чебоксары приговорил И. С. Максимова-Кошкинского по ст. 154 УК РСФСР — к 5 годам лишения свободы. Приговор был обжалован, и 11 августа 1938 года был отменен, дело было направлено в прокуратуру Чувашской АССР на дорасследование. Новый приговор (с новыми обвинительными статьями) Верховного суда Чувашской АССР от 26 ноября 1939 года был также отменен, дело возвращено в тот же суд на новое рассмотрение в ином составе судей. В итоге дело в отношении И. С. Максимова-Кошкинского было прекращено 17 мая 1940 года за недоказанностью собранных по делу доказательств.

### Деятельность после 1940
В январе 1940 года НКВД Чувашской АССР отменил постановление спецтройки, и Тани Юн была освобождена со снятием судимости. Тани Юн в своих воспоминаниях писала (1972): «восстановиться в театре по-доброму не получается <...>, актрисы <...>, что посадили меня в тюрьму <...>, на местах. И мужу моему тоже они помогли сесть. <...> и теперь очевидно, кто мутит воду в театре,  – это Ульяна Тимофеева. Цель у нее и других была одна  –  выжить меня из театра». Тани Юн восстановилась в должности актрисы Чувашского театра в судебном порядке, т. к. новый директор, ссылаясь на позицию коллектива театра, был против возвращения Тани Юн в труппу театра.
Работа в театре в качестве рядовых артистов не устраивает чету Максимовых-Кошкинских, и они уезжают жить в Москву, где у них была возвращенная после реабилитации квартира. В довоенной Москве в 1941 году её муж И. С. Максимов-Кошкинский был привлечен на роль в фильме режиссёра Марка Донского «Романтики» (студия «Союздетфильм»). Однако, с началом Великой Отечественной войны Максимовы эвакуируются в Чебоксары, где продолжают работать актёрами до 1945 года.
Впоследствии проживала в Москве. С 1957 года — член Союза писателей СССР. В 1972 году написала книгу воспоминаний «Дни и годы минувшие» (чув. Иртнĕ кунсем-çулсем; переиздана в 2013 г.). В предисловии к ней можно было прочесть такие строки: «Думаю,… я счастливая. Может быть, не все мои желания исполнились. В моей жизни немало было и обидного и горестного. А все же — счастливая! Потому что я актриса».
Скончалась 6 октября 1977 года на 75-м году жизни. Похоронена на Чебоксарском кладбище № 1.

## Семья
Муж — Иоаким Степанович Максимов-Кошкинский (1893—1975) — чувашский актёр и режиссёр, организатор чувашского театра и студии «Чувашкино», драматург, переводчик, сценарист, народный артист Чувашской АССР.
- дочь Изида (1930—1963); замужем за поэтом Петром Михайловичем Градовым (1925—2003);
  - внучка Татьяна — снялась в фильме «Операция „Ы“ и другие приключения Шурика» (новелла «Операция „Ы“», роль беспокойной девочки Лены);
  - внук Андрей[5] (род. 1954) — киноактёр, заслуженный артист России (одна из самых известных его ролей - Коля Тараскин в фильме "Место встречи изменить нельзя ")

## Творчество

### Кинематограф
Роли в кино
- 1926 Волжские бунтари / чув. Атăл пăлхавçисем —  мать (эпизодическая роль)
- 1927 Сарпиге / чув. Сарпике — Сарпике (главная роль)
- 1928 Чёрный столб / чув. Хура юпа — Уркка
- 1928 Вихрь на Волге / чув. Атăл çинчи тăвăл — Марье
- 1930 Прачка / чув. Аппайка — Таиса
- 1931 Священная роща / чув. Киремет кати
- 1932 Помни! / чув. Асту! — председатель колхоза

В 1937—1940 гг. хранящиеся в Чувашской АССР копии большинства кинокартин, в которых снималась Тани Юн, были уничтожены; копии некоторых фильмов могут находиться в частных коллекциях в Германии, США, Туркмении.

### Роли в театре
Чувашский драматический театр
- «Аристократы» Н. Погодина — Сонька
- «После бала» Н. Погодина — Людмила
- «Волки и овцы» (чув. Кашкăрсемпе сурăхсем) А. Островского — Глафира
- «Платон Кречет» А. Корнейчука — Лида
- «Аниса» А. Калгана — Аниса
- «Отелло» У. Шекспира — Эмилия
- «Мирандолина» (Трактирщица) К. Гольдони — Мирандолина
- «Лиза Короткова» Н. Айзмана — Матрёна
- «Тăван çĕршывра» (В родном краю) — Маруся

### Литературная и переводческая деятельность
С 1935 г. переводила произведения русских, советских и зарубежных авторов:
- «Бешеные деньги» А. Н. Островского
- «Семья» И. Попова
- «Алитет уходит в горы» Т. Сёмушкина
- «Улица младшего сына» Л. Кассиля и М. Поляновского
- «Рассказы» Т. Драйзера.

Совместно с И. Максимовым-Кошкинским написала несколько пьес. 

## Награды
Почётная грамота обкома КПСС и Совета Министров Чувашской АССР (1973) — за заслуги в развитии чувашской литературы и театрального искусства и в связи с 70-летием со дня рождения.

## Память
- Одна из улиц Чебоксар названа именем Тани Юн (2019).
- Мемориальная доска установлена в селе Балдаево Ядринского района Чувашской Республики.

### Комментарии
1. ↑  «Понуждение женщины к вступлению в половую связь или к удовлетворению половой страсти в иной форме лицом, в отношении коего женщина являлась материально или по службе зависимой»